# Сеймур, Андре
Эндрю Джордж (Андре) Сеймур (англ. Andrew George (Andre) Seymour; род. 22 августа 1967, Багамские Острова) — багамский боксёр и тренер. Участник летних Олимпийских игр 1984 и 1988 годов.

## Биография
Андре Сеймур родился 22 августа 1967 года на Багамских Островах.
В 1984 году вошёл в состав сборной Багамских Островов на летних Олимпийских играх в Лос-Анджелесе. В весовой категории до 51 кг в 1/16 финала проиграл решением судей Оппе Пинто из Парагвая.
В 1988 году вошёл в состав сборной Багамских Островов на летних Олимпийских играх в Сеуле. В весовой категории до 57 кг в 1/32 финала победил дисквалифицированного Орландо Долленте с Филиппин, в 1/16 финала без боя прошёл Улаипалоту Тауатаму из Самоа, в 1/8 финала решением судей проиграл Томашу Новаку из Польши.
В 1988—1989 годах выступал в профессиональном боксе. Провёл два поединка, один свёл вничью, второй проиграл.
Впоследствии стал тренером. Тренировал сборную Багамских Островов. В 2014 году был единственным на Багамских Островах тренером с трёхзвёздочным сертификатом АИБА, позволяющим работать на соревнованиях любого уровня.